# Arachnospila kasparyani
Arachnospila kasparyani (лат.) — вид дорожных ос рода Arachnospila (Pompilidae). Южная Сибирь (Россия).

## Этимология
Назван в честь российского энтомолога Дмитрия Рафаэлевича Каспаряна (Зоологический институт РАН, Санкт-Петербург).

## Описание
Среднего размера красно-чёрная дорожная оса. Длина около 6,0—6,5 мм. Апикальная половина вольселлы гениталий самцов без волосков. Пениальная вальва апикально без спикул. Тело и ноги чёрные. Метасома: тергит T1 и базальная половина T2 ржаво-красные. Самец этого вида очень похож на самцов Arachnospila (Ammosphex) ausa (Tournier, 1890) и A. (A.) orientausa Loktionov & Lelej, 2011, имея сходную форму гениталий и гипопигия. Новый вид чётко отличается от A. orientausa отсутствием волосков в апикальной половине вольселлы (с волосками у A. orientausa), а также отличается от A. ausa тем, что пениальная вальва апикально лишена спикул (с тремя спикулами у A. ausa), а также тем, что тергит T1 и базальная половина T2 у него ржаво-красные (ржаво-красные T1, T2 и базальная часть T3 у A. ausa).

## Распространение и экология
Этот вид встречается в России: (Тыва). Населяет степи.